# Русселе-Серетти, Катерин
Катерин Русселе-Серетти (фр. Catherine Rousselet-Ceretti, р. 17 мая 1943) — французская фехтовальщица-рапиристка, призёр чемпионатов мира.

## Биография
Родилась в 1943 году в Париже. В 1964 году приняла участие в Олимпийских играх в Токио, но там французские рапиристки стали лишь 6-ми. В 1966 году стала обладательницей бронзовой медали чемпионата мира. В 1968 году приняла участие в Олимпийских играх в Мехико, но там французские рапиристки заняли лишь 4-е место. На чемпионате мира 1970 года стала обладательницей бронзовой медали. В 1972 году приняла участие в Олимпийских играх в Мюнхене но там французские рапиристки были лишь 6-ми.